# Aleix Martínez
Aleix Martínez (* 17. Mai 1992 in Barcelona) ist ein spanischer Balletttänzer und Choreograf, der seit 2010 beim Hamburg Ballett engagiert ist, seit 2021 als Erster Solist.

## Leben
Martinez erhielt im Alter von 5 Jahren an der Ballettschule von David Campos Ballettunterricht. Dort wirkte er später an der Produktion der Compañía de ballett de Santa Coloma – David Campos mit. Mit 13 Jahren setzte er in Frankreich seine Ausbildung am Studio Colette Armand in Marseille unter der Leitung von Patrick Armand fort. Er gewann mehrere nationale und internationale Preise. Nachdem er 2008 den ersten Preis beim internationalen Wettbewerb Prix de Lausanne gewann, erhielt er ein Stipendium für eine Ausbildung am Hamburg Ballett unter der Leitung von John Neumeier.
2010 wurde er Ensemblemitglied des Hamburg Ballett, seit 2014 wirkt er dort als Solist und seit 2021 Erster Solist.
2012 wurde er von der deutschen Zeitschrift Tanz als „joven promesa de la danza“  ausgezeichnet. Diese Auszeichnung erhielt er sowohl für seine Rolle als Louis in der neuen Kreation Liliom von John Neumeier, als auch für seine eigene Choreografie Trencadis, die im Schauspielhaus Hamburg aufgeführt wurde. Im selben Jahr nahm er an der „Erik Bruhn Competition“ mit pas de deux de la Sylphide (Bournonville) und der neuen Kreation Like a petal deep in the water von Sasha Riva teil.

## Preise
- 2008: 1. Preis beim Prix de Lausanne[3]
- 2008: Premio Positano Léonide Massine als Nachwuchstänzer[1]
- 2010: Preis Amigos de Honor des Casa de la Danza in La Rioja[6]
- 2012: Auszeichnung der Zeitschrift Tanz als  „joven promesa de la danza“
- 2013: Dr. Wilhelm Oberdörffer-Preis 2013 für junge Artisten der Hamburgischen Staatsoper[7]